# 天主教庫利亞坎教區
天主教庫利亞坎教區（拉丁語：Dioecesis Culiacanensis），是墨西哥一個天主教教區，位於西北部錫那羅亞州北部，屬埃莫西約總教區。
教區成立於1883年5月24日，當時名為錫那羅亞教區。1959年2月16日易名。2010年有教友2,319,038人，佔總人口96.6%。有七十個堂區、司鐸154人。現任教區主教為約納·格雷羅·科羅納。